# Institut français de la mode
L'Institut français de la mode (IFM Paris) è un'università di Parigi. È specializzata in moda e nel design.
L'istituto fu fondato nel 1986 da Pierre Bergé, co-fondatore di Yves Saint Laurent. Si tratta di una delle migliori scuole di moda in tutto il mondo.